# 14e division (armée impériale japonaise)
Pour les articles homonymes, voir 14e division.
La 14e division (第13師団, Dai-Jūyon shidan) est une unité d'infanterie de l'armée impériale japonaise. Son nom de code est Division Éclat (照兵団, Shō-heidan) et son symbole militaire est 14D. Elle est l'une des quatre nouvelles divisions créées à la fin de la guerre russo-japonaise le 1er avril 1905. Elle est plus tard déployée en Mandchourie comme l'ensemble de l'armée japonaise qui ne laisse aucune division au Japon même.
La 14e division est initialement établie à Kokura sous le commandement du lieutenant-général Tsuchiya Mitsuharu et recrute principalement à Osaka, Zentsūji, Hiroshima et Kumamoto.

## Histoire

### Guerre russo-japonaise
C'est la seule des quatre divisions créées en urgence qui est considérée comme prête au combat (quoique toujours en sévère sous-effectif) avant la fin de la guerre. Elle est envoyée au front en août 1905 où elle rejoint la 3e armée de Nogi Maresuke. Cependant, elle arrive trop tard pour participer aux combats et est assignée comme police locale dans la péninsule du Liaodong occupée par les Japonais et le long des chemins de fer de Mandchourie du Sud en août 1905. Elle est remplacée par la 10e division en 1906 et est assignée à Himeji.

### Réorganisation
En septembre 1907, le quartier-général de la division est établi dans l'actuelle ville d'Utsunomiya et sa composition est totalement réorganisée. Le 53e régiment d'infanterie est transféré à la 16e division à Kyoto et le 54e régiment d'infanterie est transféré à la nouvelle 17e division basée à Okayama. Le 55e régiment d'infanterie est transféré à la 18e division basée à Kurume. À la place de ces unités, la division gagne le 2e régiment d'infanterie basé à Sakura (déplacé à Mito en avril 1908), ainsi que le 15e régiment d'infanterie basé à Takasaki et le nouveau 66e régiment d'infanterie d'Utsunomiya. Le 23 octobre 1908, la réorganisation est achevée avec le transfert du quartier-général de la 28e brigade d'infanterie, du 18e régiment de cavalerie, du 20e régiment d'artillerie, et du 14e régiment de logistique. Le 59e régiment d'infanterie réjoint également la division en 1909, étant déplacé de Narashino à Utsunomiya.

### Sibérie et Mandchourie
En avril 1918, la 14e division est l'une des divisions japonaises envoyées lors de l'intervention en Sibérie. En mars-mai 1920, le 3e bataillon du 2e régiment d'infanterie stationné à Nikolaïevsk-sur-l'Amour est massacré par des irréguliers bolchéviks lors de l'incident de Nikolaïevsk.
En mars 1925, le 66e régiment d'infanterie est dissout et remplacé par le 50e régiment de Matsumoto. De plus, le quartier-général de la 27e brigade d'infanterie est déplacé de Mito à Utsunomiya tandis que celui de la 28e est transféré à Takasaki. La 14e division est déployée à Ryojun au Guandong en avril 1927. Des unités de la division sont déployées à Jinan et Tsingtao en 1928 à la suite de l'incident de Jinan. La 14e division retourne au Japon en 1929.
En 1932, la 14e division est de nouveau déployée en Mandchourie sous l'égide de l'armée japonaise du Guandong et participe à la guerre de Shanghai. Elle participe également à l'incident de Mukden de mars 1932. Son 2e bataillon de son 2e régiment d'infanterie participe également à la bataille de Rehe en mai 1932. La 14e division retourne au Japon en 1934.

### Seconde guerre sino-japonaise
Au début de la seconde guerre sino-japonaise en 1937, la 14e division est placée sous le commandement du lieutenant-général Kenji Doihara et est réassignée sur le théâtre d'opération de l'armée régionale japonaise de Chine du Nord et, en tant que partie de la 1re armée, elle participe à l'opération de la voie ferrée Pékin-Hankou, suivant la route Baoding-Shanxi-Xuzhou. En 1938, la 14e division participe à la campagne du nord et de l'est du Hunan (en) où elle combat à la bataille de Lanfeng (en). Dans le même temps, en avril 1938, le déploiement de la 14e division en Chine est rendu permanent et la 22e division s'établit dans son quartier-général d'Utsunomiya.
Après une période sur la ligne de front en 1939, la 14e division est envoyée à Qiqihar au Mandchoukouo pour devenir une force de garnison. En août 1940, la division est réorganisée en division triangulaire et son 50e régiment d'infanterie est transféré à la 29e division. Durant cette période, des soldats japonais démobilisés apportent la recette locale du jiaozi frit, appelé en japonais gyōza, du Mandchoukouo au Japon. Comme les troupes de la 14e division sont principalement originaires d'Utsunomiya, la ville devient réputée au Japon pour ses gyōza. En septembre 1941, la division est déployée sur la frontière mongole à Handagai (au sud-est de Nomonhan).

### Guerre du Pacifique
En août 1942, la 14e division est renvoyée au Mandchoukouo et assignée comme force de garnison. Comme la situation dans la guerre du Pacifique contre les États-Unis continue de se détériorer, le conseil de guerre suprême commence à transférer des forces du Mandchoukouo vers les îles du Pacifique. La 14e division, sous le commandement du lieutenant-général Sadae Inoue, est assigné à Palaos le 24 avril 1944, et le 2e régiment et le 3e bataillon du 15e régiment sont envoyés sur l'île de Peleliu, un bataillon de son 59e régiment d'infanterie est stationné sur l'île d'Angaur, et le reste du 59e régiment et le 15e régiment sont envoyés sur l'île de Babeldaob avec le quartier-général. Avant le départ, les régiments d'infanterie sont réorganisés, absorbant les unités de génie, d'artillerie, de transports et les régiments de reconnaissance (en). La perte de la compagnie de canon automatique durant le transport provoque l'abandon des plans de déploiement du nouveau 22e régiment mixte indépendant de génie dans l'ouest de la Nouvelle-Guinée.
La bataille de Peleliu et la bataille d'Angaur font partie des plus violentes de la guerre du Pacifique. À Angaur, 1 338 des 1 400 défenseurs sont tués, et à Peleliu, 10 695 des 11 000 défenseurs périssent du 15 septembre 1944 au 24 novembre 1944. Comme les troupes sur Peleliu sont anéanties, le transfert du 2e bataillon du 15e régiment à Peleliu est annulé. L'île de Babeldaob n'est cependant jamais envahie mais les unités présentes subissent de sévères pertes en raison des bombardements aériens et du manque de vivres.